# Brésil aux Jeux olympiques d'été de 1932
Le Brésil participe aux Jeux olympiques d'été de 1932 à Los Angeles. C'est sa troisième participation, n'ayant pas pris part aux Jeux olympiques d'été de 1928.

## Contexte

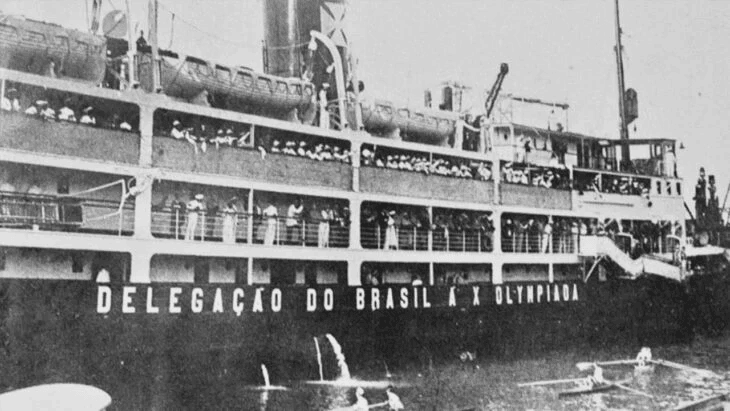
LItaquicê, le navire ayant transporté les Brésiliens.

Le Brésil participe durant la Grande Dépression. Le pays souffrant également de la crise économique, la délégation (composée de 82 athlètes) embarque pour Los Angeles à bord de l'Itaquicê, qui transportait du café.  Celui-ci a été vendu par les athlètes lors du voyage afin de payer les coûts liés à leur participation aux Jeux Olympiques, ainsi que le prix d'un dollar par athlète débarquant,.
Au final, la délégation n'a pu faire descendre que 67 athlètes (dont la nageuse Maria Lenk ayant été exemptée de payement). Parmi ceux restés à bord, Adalberto Cardoso (pt) s'est échappé du navire pour rejoindre la course du 10 000 mètres.

## Athlétisme
| José de Almeida        | 100 mètres        | 11 s   | 2 | 10 s 8  | 4       | Éliminé      | Éliminé | Éliminé       | Éliminé       |         |         |
| Mario Marques          | 100 mètres        | 11 s 5 | 5 | Éliminé | Éliminé | Éliminé      | Éliminé | Éliminé       | Éliminé       |         |         |
| Ricardo Guimarães      | 100 mètres        | 11 s 4 | 4 | Éliminé | Éliminé | Éliminé      | Éliminé | Éliminé       | Éliminé       |         |         |
| Domingos Puglisi       | 400 mètres        | 50 s 8 | 3 | 50 s 1  | 5       | Éliminé      | Éliminé | Éliminé       | Éliminé       |         |         |
| Domingos Puglisi       | 800 mètres        |        |   |         |         | 1 min 59 s 4 | 6       | Éliminé       | Éliminé       |         |         |
| Nestor Gomes           | 800 mètres        |        |   |         |         | 2 min 0 s 5  | 5       | Éliminé       | Éliminé       |         |         |
| Nestor Gomes           | 1 500 mètres      |        |   |         |         | DNF          | DNF     | Éliminé       | Éliminé       | Éliminé | Éliminé |
| Armando Bréa           | 1 500 mètres      |        |   |         |         | DNF          | DNF     | Éliminé       | Éliminé       |         |         |
| Adalberto Cardoso      | 10 000 mètres     |        |   |         |         |              |         | Non connu     | 13            |         |         |
| Antônio Giusfredi      | 110 mètres haies  |        |   | 15 s 3  | 5       | Éliminé      | Éliminé | Éliminé       | Éliminé       | Éliminé | Éliminé |
| Sylvio Padilha         | 110 mètres haies  |        |   | 15 s 4  | 4       | Éliminé      | Éliminé | Éliminé       | Éliminé       |         |         |
| Sylvio Padilha         | 400 mètres haies  |        |   | 55 s 1  | 4       | Éliminé      | Éliminé | Éliminé       | Éliminé       |         |         |
| Carlos dos Reis Filho  | 400 mètres haies  |        |   | 55 s 8  | 4       | Éliminé      | Éliminé | Éliminé       | Éliminé       | Éliminé | Éliminé |
| Carlos Woebcken        | Décathlon         |        |   |         |         |              |         | DNF           | DNF           |         |         |
| João Clemente da Silva | Marathon          |        |   |         |         |              |         | 3 h 2 min 6 s | 19th          |         |         |
| Matheus Marcondes      | Marathon          |        |   |         |         |              |         | DNF           | DNF           |         |         |
| Lúcio de Castro        | Saut à la perche  |        |   |         |         |              |         | 3,90 m        | 6             |         |         |
| Carlos Joel Nelli      | Saut à la perche  |        |   |         |         |              |         | NH            | AC            |         |         |
| Clóvis Raposo          | Saut en longeur   |        |   |         |         |              |         | 6,43 m        | 6             |         |         |
| Antônio Lira           | Lancer du poids   |        |   |         |         |              |         | Aucune marque | Aucune marque |         |         |
| Carmine Giorgi         | Lancer du marteau |        |   |         |         |              |         | 36,45 m       | 13            |         |         |
| Heitor Medina          | Lancer du javelot |        |   |         |         |              |         | 58 m          | 11            |         |         |

## Aviron
| Rameurs | Barreur             | Épreuve        | 1/4 finale   | 1/4 finale | 1/2 finale   | 1/2 finale | Finale       | Finale  |
| Rameurs | Barreur             | Épreuve        | Résultat     | Rang       | Résultat     | Rang       | Résultat     | Rang    |
| --- | ------------------- | -------------- | ------------ | ---------- | ------------ | ---------- | ------------ | ------- |
| Estevan Strata José Ramalho | Francisco de Bricio | Deux barré     |              |            |              |            | 8 min 53 s 2 | 4       |
| Osório Pereira Olivério Popovitch Durval Lima João Francisco de Castro                                                               | Americo Fernandes   | Quatre barré   | 7 min 29 s 4 | 4          | Éliminé      | Éliminé    | Éliminé      | Éliminé |
| Henrique Tomassini Adamor Gonçalves                                                                                                  |                     | Deux de couple | 7 min 38 s 8 | 3          | 7 min 57 s 8 | 3          | Éliminé      | Éliminé |
| Vasco de Carvalho Joaquim Faria Osório Pereira Cláudionor Provenzano Antônio Rebello Júnior Fernando de Abreu José de Campos José Mò | Amaro da Cunha      | Huit           |              |            | 6 min 52 s 4 | 4          | Forfait      | Forfait |

## Tir
| Tireur              | Épreuve                  | Finale   | Finale |
| Tireur              | Épreuve                  | Résultat | Rang   |
| ------------------- | ------------------------ | -------- | ------ |
| Eugenio do Amaral   | Pistolet tir rapide 25 m | 17       | 13     |
| Bráz Magaldi        | Pistolet tir rapide 25 m | 15       | 17     |
| Antônio da Silveira | Pistolet tir rapide 25 m | 15       | 17     |
| Manoel Braga        | Carabine 50 m couché     | 284      | 19     |
| Antônio Guimarães   | Carabine 50 m couché     | 282      | 20     |
| José Castro         | Carabine 50 m couché     | 277      | 24     |

## Natation

### Homme
| Nageur                                                     | Épreuve                     | 1/4 finale   | 1/4 finale | 1/2 finale | 1/2 finale | Finale        | Finale  |
| Nageur                                                     | Épreuve                     | Résultat     | Rang       | Résultat   | Rang       | Résultat      | Rang    |
| ---------------------------------------------------------- | --------------------------- | ------------ | ---------- | ---------- | ---------- | ------------- | ------- |
| João Pereira                                               | 100 mètres nage libre       | 1 min 8 s 2  | 6          | Éliminé    | Éliminé    | Éliminé       | Éliminé |
| Manoel Villar                                              | 100 mètres nage libre       | 1 min 8 s 4  | 6          | Éliminé    | Éliminé    | Éliminé       | Éliminé |
| Jorge de Paula                                             | 100 mètres dos              | 1 min 29 s 2 | 3          | Éliminé    | Éliminé    | Éliminé       | Éliminé |
| Benvenuto Nuñes                                            | 100 mètres dos              | 1 min 21 s   | 5          | Éliminé    | Éliminé    | Éliminé       | Éliminé |
| Harry Forsell                                              | 200 mètres dos              | 3 min 14 s 6 | 6          | Éliminé    | Éliminé    | Éliminé       | Éliminé |
| Manoel Lourenço Isaac Moraes Manoel Villar Benvenuto Nuñes | Relais 4 × 200 m nage libre |              |            |            |            | 10 min 36 s 5 | 7       |

### Femme
| Nageuse    | Épreuve               | 1/4 finale   | 1/4 finale | 1/2 finale   | 1/2 finale | Finale   | Finale   |          |          |
| Nageuse    | Épreuve               | Résultat     | Rang       | Résultat     | Rang       | Résultat | Rang     |          |          |
| ---------- | --------------------- | ------------ | ---------- | ------------ | ---------- | -------- | -------- | -------- | -------- |
| Maria Lenk | 100 mètres nage libre | 1 min 25 s 8 | 5          | Éliminée     | Éliminée   | Éliminée | Éliminée |          |          |
| Maria Lenk | 100 mètres dos        |              |            | Non connu    | 4          | Éliminée | Éliminée | Éliminée | Éliminée |
| Maria Lenk | 200 mètres dos        |              |            | 3 min 26 s 6 | 4          | Éliminée | Éliminée | Éliminée | Éliminée |

## Water Polo
L'équipe de Water Polo brésilienne était composée de Salvador Amendola, Carlos Branco, Luiz da Silva, Mario de Lorenzo, Antônio Jacobina Filho, Adhemar Serpa, Jefferson Souza et Pedro Theberge. Les athlètes Jorge Pessoa, Abrahão Saliture et Alfredo Di Blasio n'ont pas pu se présenter à l'épreuve.